# Eugenia clarensis
Eugenia clarensis är en myrtenväxtart som beskrevs av Nathaniel Lord Britton och Percy Wilson. Eugenia clarensis ingår i släktet Eugenia och familjen myrtenväxter. Inga underarter finns listade i Catalogue of Life.